# インフィニット・デザイア
『インフィニット・デザイア』（原題：The Infinite Desire）は、アメリカ合衆国のギタリスト、アル・ディ・メオラが1998年に発表したスタジオ・アルバム。

## 背景
テラーク移籍第1弾アルバムに当たり、ディ・メオラは2003年のインタビューにおいて、本作の作風を「作り込まれたレコード」と位置づけている。大部分の曲でアコースティック・ギターとエレクトリック・ギターが併用されたが、「シェイキング・ザ・スピリッツ」、「イン・マイ・マザーズ・アイ（メモリー・オブ・テレサ）」、「インフィニット・デザイア」はアコースティック主体、「インヴェンション・オブ・ザ・モンスターズ」はエレクトリック主体の曲である。また、本作ではローランドのVG-8が12曲中8曲で使用された。
「レース・ウィズ・ザ・デヴィル・オン・ターキッシュ・ハイウェイ」は、ディ・メオラ2作目のリーダー・アルバム『エレガント・ジプシー』収録曲「レース・ウィズ・デヴィル・オン・スパニッシュ・ハイウェイ」のリメイクで、スティーヴ・ヴァイがゲスト参加した。タイトル曲にはイタリアの歌手ピーノ・ダニエレがゲスト参加しており、ディ・メオラはダニエレを「イタリアのミルトン・ナシメントまたはスティングと言っても過言でない」と称賛している。

## 反響・評価
『ビルボード』のコンテンポラリー・ジャズ・アルバム・チャートでは17位に達した。
リチャード・S・ギネルはオールミュージックにおいて5点満点中4点を付け「ディ・メオラは最新のギターシンセサイザーやサンプラーの力を借りて、『インフィニット・デザイア』を円熟味のある、詩的で、表現力に満ちた作品に仕上げた」と評している。また、『CDジャーナル』のミニ・レビューでは「ワールド・ミュージックとコンテンポラリーなギター・サウンドを巧みに融合し、その世界はさらに深くなっている」と評されている。

## 収録曲
特記なき楽曲はアル・ディ・メオラ作曲。
1. ビヨンド・ザ・ミラージュ - "Beyond the Mirage" - 7:19
2. シェイキング・ザ・スピリッツ - "Shaking the Spirits" - 6:30
3. ヴィッチーニ - "Vizzini" - 4:56
4. イン・マイ・マザーズ・アイ（メモリー・オブ・テレサ） - "In My Mother's Eyes (Memory of Theresa)" - 4:41
5. インフィニット・デザイア - "The Infinite Desire" (Al Di Meola, Pino Daniele) - 5:28
6. インヴェンション・オブ・ザ・モンスターズ - "Invention of the Monsters" - 3:05
7. イスタンブール - "Istanbul" - 8:01
8. アズーラ - "Azzura" - 2:55
9. ビッグ・スカイ・アズーラ - "Big Sky Azzura" - 6:06
10. レース・ウィズ・ザ・デヴィル・オン・ターキッシュ・ハイウェイ - "Race with Devil on Turkish Highway" - 4:05
11. ヴァレンティーナ - "Valentina" - 4:46
12. インフィニット・デザイア（ヴォーカル・ヴァージョン） - "The Infinite Desire (Vocal)" (A. Di Meola, P. Daniele) - 5:26

## 参加ミュージシャン
- アル・ディ・メオラ - アコースティック・ギター、エレクトリック・ギター、ローランドVG-8、アコースティック・ベース・ギター、パーカッション、シンバル、マリンバ
- スティーヴ・ヴァイ - エレクトリック・ギター(on #10)
- レイチェルZ - ピアノ(on #1, #2, #3, #4, #5, #7, #10, #12)、キーボード(on #1, #2, #3, #4, #5, #7, #10, #11, #12)
- マリオ・パルミサーノ - ストリング・セクション（イントロ）(on #1)、ピアノ(on #6, #8, #9)、キーボード(on #6, #9)、シンセサイザー(on #8)
- ハービー・ハンコック - ピアノ・ソロ(on #7)
- ジョン・パティトゥッチ - エレクトリックベース(on #1)、アコースティックベース(on #4, #5, #12)
- トム・ケネディ - アコースティックベース(on #3, #6, #8, #9)
- ピーター・アースキン - ドラムス(on #3, #7)
- アーニー・アダムス - ドラムス(on #6, #9)
- ガンビ・オーティス - コンガ(on #7)
- カブーリ・ニターサ - ボーカル、ヴァイオリン(on #1)
- レイラ・フランチェスカ - ボーカル(on #2)
- オリアナ・ディ・メオラ - ボイス(on #2)
- ピーノ・ダニエレ - ボーカル(on #12)